# Пилавов, Манолис Васильевич
Мано́лис Васи́льевич Пила́вов (укр. Маноліс Васильович Пілавов; 24 марта 1964, Алексеевка, Грузинская ССР, СССР — 3 июля 2025, Луганск, Луганская область, Украина) — государственный и политический деятель Украины, самопровозглашённой Луганской Народной Республики и России, футбольный функционер. Был назначен сепаратистами главой администрации Луганска (с 2 декабря 2014 года по 8 ноября 2023 года; фактически с августа 2014 года).

## Биография
Родился 24 марта 1964 года в селе Алексеевка Тетрицкаройского района Грузинской ССР.

### Образование
В 1981 году окончил Ворошиловградский строительный техникум. После окончил Луганский сельскохозяйственный институт по специальности «сельскохозяйственное строительство».
В 2001 году окончил Восточноукраинский национальный университет по специальности «государственная служба».

### Служба в армии
В 1984—1986 годах служил в рядах Советской армии.

### Карьера
В июле 1986 года стал маляром строительного управления № 4 треста Ворошиловградпромстрой, а в декабре — мастером строительного управления № 2 треста Ворошиловградпромстрой.
В декабре 1989 года стал начальником управления производственно-технологической комплектации треста Ворошиловградпромстрой. С октября 1990 года был начальником жилищно-эксплуатационного объединения Ленинского района, а впоследствии — Жовтневого района.
В 1998 году стал первым заместителем начальника управления жилищным хозяйством Луганского горисполкома и первым заместителем председателя совета по вопросам деятельности исполнительных органов Каменнобродского районного совета.
В апреле 2002 года становится заместителем Луганского городского головы по вопросам деятельности исполнительных органов.
В июне 2002 года стал генеральным директором областного коммунального предприятия «Лугансквода».
В феврале 2004 года стал заместителем председателя Каменнобродского районного совета.
В апреле 2006 года стал первым заместителем Луганского городского головы.
В 2009 году занял пост президента Федерации футбола города Луганска. В том же году был президентом футбольного клуба «Заря (Луганск)».
В 2014 году активно работал по поддержанию и восстановлению городского хозяйства, участвовал в деятельности ЛНР и после бегства городского головы Сергея Кравченко в августе фактически взял на себя руководство городом.
2 декабря 2014 года сепаратисты назначили Пилавова главой администрации города Луганска.

### Уголовное преследование
Следственным управлением СБУ в Луганской области Пилавов разыскивался по ст. 258 УК Украины как активный участник незаконного вооружённого формирования.

### Гибель
Погиб в результате взрыва на улице Тараса Шевченко в Луганске утром 3 июля 2025 года. Следственный комитет РФ возбудил уголовное дело по факту произошедшего. Следственный комитет России квалифицировал произошедшее как террористический акт. Ответственность за нападение взяла на себя Служба безопасности Украины.
5 июля 2025 года прошла церемония прощания с Манолисом Пилавовым в храме в честь иконы Божией Матери «Умиление».

### Расследование убийства
По предварительной информации женщина 36 лет жительница города Брянки оставила рюкзак возле дома на улице Тараса Шевченко. Когда раздался взрыв, из дома выходил экс-мэр Пилавов. И подозреваемая, и Пилавов погибли. Перед взрывом женщина разговаривала по телефону. Возможно, организаторы покушения использовали её втёмную. У предполагаемой смертницы остались двое детей.

## Семья
Был женат, имел двух сыновей. Старший, Михаил (род. 9 июля 1988), до 2014 года работал в Перевальском районе помощником прокурора, затем в отделе старшим прокурором по борьбе с организованной преступностью и коррупцией, на данный момент работает прокурором Лутугинского района. Младший сын, Александр — хирург-стоматолог, кандидат медицинских наук, ассистент кафедры терапевтической, хирургической и детской стоматологии Луганского государственного медицинского университета, работает в Медицинском Центре СИГМА (Луганск).
Также имел двух двоюродных братьев: Павел Пилавов являлся директором стадиона «Авангард», а в настоящее время — депутат Народного Совета ЛНР, а Георгий Пилавов является шахматистом-гроссмейстером.

## Награды
- Орден «За доблесть» II степени (2015, ЛНР)[16].
- Медаль «В ознаменование 10-летия Победы в Отечественной войне народа Южной Осетии» (21 августа 2018 года, Южная Осетия) — за вклад в развитие и укрепление дружественных отношений между народами Республики Южная Осетия и Луганской Народной Республики и в связи с празднованием 10-й годовщины признания Российской Федерацией Республики Южная Осетия в качестве суверенного и независимого государства[17].
- Медаль ордена «За заслуги перед Отечеством» II степени (2023)[18].